# 高知ファイティングドッグス
高知ファイティングドッグス（こうちファイティングドッグス、Kochi Fighting Dogs）は、プロ野球独立リーグ・四国アイランドリーグplusに所属する高知県の野球チーム。2005年加盟。略称「高知FD」。

## 概要
チーム名は高知県由来の土佐闘犬からつけられたもので、雄大な土佐の黒潮もイメージに絡ませている。チームカラーは黒と赤。
リーグが発足した2005年の初代優勝チームである。一方、2024年現在、2シーズン制導入後にリーグでは唯一前後期制覇（およびそれを含む年間完全優勝）を達成していない（解散・休止中のチームを除く）。

### 開催球場
本拠地は高知市野球場（2024年10月より命名権による「日本トーター野球場」の名称を使用）。このほか、室戸広域公園野球場、四万十市安並運動公園野球場、安芸市営球場、黒潮町立大方球場など県下の球場を使用している。2011年のシーズンまでは、参加チームの中で唯一ナイター設備を整えた球場がなく、ホームゲームはデーゲームでの開催のみとなっていた。また、高知市周辺の開催球場は高知市野球場のほか、高知市東部総合運動場野球場、香美市秦山公園野球場（土佐山田スタジアム・2010年は開催なし）、高知県立春野運動公園野球場（2009年まで）を併用していた。2012年からは本拠地の高知市野球場にナイター設備が設置され、ナイター開催が可能となった。これ以降公式戦中高知市野球場での開催が20試合以上となる一方、土佐山田スタジアムや高知市東部野球場は2試合以下となり、高知市周辺での試合はほぼ高知市野球場に集約された。2016年度は土佐山田スタジアムと高知市東部野球場は当初から試合の開催予定がなく、雨天振替の対象にもならなかった。2017年は東部球場で2年ぶりに1試合が開催されたが、2018年は再び開催がなかった。2019年は東部球場で1試合が予定されていたが、雨天中止となった。2020年はソフトバンク3軍との交流戦を含め、東部球場で5試合が開催された。2021年は交流戦2試合、2022年は公式戦1試合がそれぞれ東部球場で開催されている。2023年は、東部での開催がなかった代わりに、土佐山田で8年ぶりに1試合が開催された。土佐山田では2024年も1試合が実施された一方、東部球場は引き続き当初より予定がなかった。2025年の日程でも土佐山田では2試合が予定されているのに対し、東部球場は設定されていない。
2010年からは佐川町が選手の宿舎、越知町が練習場を提供し、この両町を「ホームタウン」と称している。越知町のグラウンドでは2011年から公式戦も開催されており、2012年から2014年は高知市野球場に次ぐ試合数（2012年4試合、2013年3試合、2014年3試合）であったが、リーグの試合数が減少した2015年からは1試合に戻った。
県外球場での公式戦として、2006年8月20日に岡山県野球場で1試合を開催したことがある（対香川戦）。2021年5月15日に、15年ぶりに岡山県（笠岡市のかさおか古代の丘スポーツ公園野球場）で試合（対愛媛戦）が開催された。これは、チームに所属する藤井皓哉の「凱旋試合」として実施された。2022年も福岡ソフトバンクホークス3軍との交流戦2試合が実施された。2023年は香川戦1試合が開催された。2024年も愛媛戦1試合が実施された。しかし2025年の日程では当初より設定がない。一方、同年度の前期に1試合が実施される巨人3軍との交流戦（公式戦の一環）は、愛媛の本拠地である松山中央公園野球場（坊っちゃんスタジアム）での開催となっている。

## 成績

### シーズン
| 年度 | 期 | 監督     | 順位 | 試合 | 勝利 | 敗戦 | 引分 | 勝率 | ゲーム差 | 打率 | 防御率 | 本塁打 |
| ---- | -- | -------- | ---- | ---- | ---- | ---- | ---- | ---- | -------- | ---- | ------ | ------ |
| 2005 | 全 | 藤城和明 | 1    | 90   | 46   | 31   | 13   | .597 | 6.5(注1) | .237 | 1.94   | 20     |
| 2006 | 前 | 藤城和明 | 1    | 45   | 27   | 13   | 5    | .675 | 5.0(注1) | .261 | 2.48   | 23     |
| 2006 | 後 | 藤城和明 | 2    | 44   | 24   | 17   | 3    | .585 | 5.5      | .261 | 2.48   | 23     |
| 2007 | 前 | 藤城和明 | 3    | 45   | 19   | 22   | 4    | .463 | 10.0     | .246 | 2.75   | 28     |
| 2007 | 後 | 藤城和明 | 3    | 45   | 21   | 19   | 5    | .525 | 6.5      | .246 | 2.75   | 28     |
| 2008 | 前 | 定岡智秋 | 2    | 40   | 22   | 16   | 2    | .579 | 5.0      | .257 | 2.83   | 21     |
| 2008 | 後 | 定岡智秋 | 2    | 40   | 22   | 15   | 3    | .595 | 1.0      | .257 | 2.83   | 21     |
| 2009 | 前 | 定岡智秋 | 5    | 40   | 17   | 21   | 2    | .447 | 7.0      | .284 | 3.13   | 49     |
| 2009 | 後 | 定岡智秋 | 1    | 40   | 22   | 12   | 6    | .647 | 2.5(注1) | .284 | 3.13   | 49     |
| 2010 | 前 | 定岡智秋 | 2    | 38   | 22   | 9    | 7    | .710 | 0.5      | .241 | 2.30   | 18     |
| 2010 | 後 | 定岡智秋 | 4    | 38   | 16   | 19   | 3    | .457 | 8.5      | .241 | 2.30   | 18     |
| 2011 | 前 | 定岡智秋 | 4    | 32   | 12   | 16   | 4    | .429 | 9.0      | .268 | 4.37   | 27     |
| 2011 | 後 | 定岡智秋 | 4    | 32   | 11   | 19   | 2    | .367 | 9.0      | .268 | 4.37   | 27     |
| 2012 | 前 | 定岡智秋 | 4    | 40   | 9    | 26   | 5    | .257 | 16.0     | .192 | 3.51   | 7      |
| 2012 | 後 | 定岡智秋 | 4    | 40   | 7    | 27   | 6    | .206 | 14.5     | .192 | 3.51   | 7      |
| 2013 | 前 | 定岡智秋 | 4    | 40   | 14   | 23   | 3    | .378 | 8.5      | .225 | 3.88   | 36     |
| 2013 | 後 | 定岡智秋 | 4    | 40   | 9    | 26   | 5    | .257 | 16.0     | .225 | 3.88   | 36     |
| 2014 | 前 | 弘田澄男 | 3    | 40   | 13   | 23   | 4    | .361 | 9.0      | .232 | 3.76   | 31     |
| 2014 | 後 | 弘田澄男 | 3    | 40   | 12   | 21   | 7    | .364 | 10.5     | .232 | 3.76   | 31     |
| 2015 | 前 | 弘田澄男 | 4    | 34   | 12   | 17   | 5    | .414 | 8.5      | .223 | 3.20   | 21     |
| 2015 | 後 | 弘田澄男 | 4    | 34   | 13   | 21   | 0    | .382 | 10.0     | .223 | 3.20   | 21     |
| 2016 | 前 | 駒田徳広 | 4    | 31   | 10   | 17   | 4    | .370 | 8.0      | .244 | 3.28   | 21     |
| 2016 | 後 | 駒田徳広 | 3    | 34   | 15   | 13   | 6    | .536 | 1.0(注2) | .244 | 3.28   | 21     |
| 2017 | 前 | 駒田徳広 | 2    | 34   | 17   | 13   | 4    | .567 | 4.0      | .265 | 3.10   | 22     |
| 2017 | 後 | 駒田徳広 | 3    | 31   | 12   | 13   | 6    | .480 | 1.0      | .265 | 3.10   | 22     |
| 2018 | 前 | 駒田徳広 | 2    | 36   | 17   | 14   | 5    | .548 | 5.5      | .246 | 3.33   | 13     |
| 2018 | 後 | 駒田徳広 | 3    | 30   | 9    | 15   | 6    | .375 | 5.5      | .246 | 3.33   | 13     |
| 2019 | 前 | 駒田徳広 | 2    | 34   | 16   | 15   | 3    | .516 | 1.5      | .227 | 2.88   | 9      |
| 2019 | 後 | 駒田徳広 | 4    | 36   | 12   | 19   | 5    | .387 | 5.0      | .227 | 2.88   | 9      |
| 2020 | 全 | 吉田豊彦 | 2    | 76   | 35   | 34   | 7    | .507 | 2.0      | .247 | 2.49   | 7      |
| 2021 | 前 | 吉田豊彦 | 2    | 34   | 19   | 12   | 3    | .613 | 3.0      | .278 | 2.27   | 13     |
| 2021 | 後 | 吉田豊彦 | 1    | 34   | 22   | 8    | 4    | .733 | 7.0(注1) | .278 | 2.27   | 13     |
| 2022 | 前 | 吉田豊彦 | 1    | 34   | 17   | 13   | 4    | .567 | 1.0(注1) | .231 | 2.60   | 6      |
| 2022 | 後 | 吉田豊彦 | 4    | 34   | 13   | 18   | 3    | .419 | 6.0      | .231 | 2.60   | 6      |
| 2023 | 前 | 吉田豊彦 | 3    | 34   | 11   | 17   | 6    | .393 | 6.5      | .228 | 3.45   | 3      |
| 2023 | 後 | 吉田豊彦 | 2    | 34   | 16   | 14   | 4    | .533 | 3.0      | .258 | 3.01   | 18     |
| 2024 | 前 | 定岡智秋 | 3    | 34   | 12   | 17   | 5    | .414 | 11.0     | .267 | 4.32   | 8      |
| 2024 | 後 | 定岡智秋 | 3    | 34   | 13   | 19   | 2    | .406 | 12.0     | .263 | 4.03   | 15     |

※金地は優勝
- 注1：2位とのゲーム差
- 注2：香川と同率。直接対戦成績の優劣により3位

### リーグチャンピオンシップ
※2010年までは全5戦（3勝）制、2021年以降は全3戦（2勝）制。
- 2006年 - 1勝3敗（対戦は香川）
- 2009年 - 総合優勝（3勝0敗：対戦は長崎）
- 2010年 - 0勝2敗（対戦は香川。香川は前後期制覇のため1勝のアドバンテージがあり、2勝で優勝）
- 2021年 - 0勝2敗（対戦は香川）
- 2022年 - 総合優勝（2勝0敗、対戦は徳島）

### グランドチャンピオンシップ
※2009年は2チームによる5戦制、2022年は4チームによるトーナメント制
- 2009年 - 優勝（3勝2敗：対戦は群馬）
- 2022年 - 3位（信濃グランセローズに敗退、士別サムライブレイズに勝利）

### 定期交流戦・ソフトバンク杯
- 2011年 - 5位（1勝7敗）
- 2012年 - 4位（0勝6敗）
- 2013年 - 2位（3勝2敗3分）
- 2014年 - 2位（4勝4敗）
- 2015年 - 3位（3勝3敗2分）
- 2016年 - 4位（4勝3敗1分）
- 2017年 - 優勝（4勝2敗2分）
- 2018年 - 3位（2勝3敗3分）
- 2019年 - 4位（0勝7敗1分）
- 2020年 - 3位（1勝3敗）
- 2021年 - 優勝（5勝2敗1分）
- 2022年 - 4位（1勝6敗1分）
- 2023年 - 4位（0勝4敗4分）
- 2024年 - 2位（3勝4敗1分）

福岡ソフトバンクホークス3軍との定期交流戦であり、ソフトバンク3軍戦のみで最も高い勝率をあげたチームが優勝となる。

## 歴史

### 2005年（1年目）
- 発足時の監督は藤城和明、コーチは森山一人と坊西浩嗣だった[25]。
- 2005年のシーズンは、開幕ゲームで愛媛マンダリンパイレーツのエース・西山道隆を攻略して勝利を収め、開幕ダッシュに成功した。その後、香川オリーブガイナーズ、徳島インディゴソックスに首位を譲るもすぐに巻き返し、記念すべきリーグ初代チャンピオンに輝いた。投手陣は前半戦活躍した高梨篤、シーズン11勝の相原雅也を筆頭に豊富な持ち駒をほこる。打撃陣は杭田考平、山本健士、宮本裕司の中軸がチームを引っ張り、シーズンを通して貢献した。シーズン当初は高知県出身選手がいなかったが、観客動員を増やす目的もあり、シーズン途中で高知県出身選手を追加入団選手の中に含めた。観客数は、合計30,283人。1試合平均673人だった。
  - 高知県・室戸広域公園野球場では、高知球団ホーム分45試合中3試合が行なわれた他に、徳島県・鳴門球場から会場変更されてプラス2試合が行なわれたが、これは徳島球団のホーム分であり、上の集計には含めない。
- シーズン終了後、坊西コーチはリーグ運営会社のIBLJから、来期の契約を結ばないとの通告を受けて退団した[26]。

### 2006年（2年目）
- 2月20日、坊西コーチの後任として小牧雄一のコーチ就任が発表された[27]。
- 3月1日付でリーグ直営からIBLJ全額出資の高知ファイティングドッグス株式会社に運営が移管された[28]が、その後出資者を確保した他の3球団と異なり、IBLJが全株式を保有する状態が続いた。
- 前年の主力メンバーがほぼ残留。また、新加入の山本伸一を中心に機動力を駆使した攻撃で相手を圧倒した。守備面では國信貴裕、梶田宙を中心に堅守で投手を盛り立て、接戦をものにした。2006年シーズン前半は前年に続き、開幕ダッシュに成功して優位に戦いを進めた。5月に投手陣が調子を崩し、香川に首位を明け渡したが、6月3日の香川との直接対決で高梨がノーヒットノーランを達成し[29]、チームに勢いがついた。その後は、引き分けを挟んで11連勝の快進撃で他のチームを寄せ付けなかった。6月29日の対徳島戦に勝利し、前期優勝（2006年シーズンは前期、後期の2シーズン制）を達成した。2006年シーズン後半は選手育成を主眼に置いた采配で戦いを進めた。そのため、出場の機会が少ない控え選手を先発メンバーに使う試合が増えた。それでも投手陣の三本柱の高梨、相原、上里田光正が安定した投球で試合を作り、後半戦も強さを見せつけた。終盤に入り、首位を独走した香川に猛追したが及ばず、後期は2位となった。なお、後期は雨天中止となった対香川戦1試合の代替試合を実施せず、44試合で終了している[30]。個人タイトルでは相原が17勝を挙げ最多勝、上里田が11セーブで最多セーブポイント、山本伸一が36盗塁で盗塁王をそれぞれ獲得した。観客動員は22,448人で1試合平均は510人だった。
- 年間総合優勝を賭けた2006年リーグチャンピオンシップは後期優勝の香川との対決となった。結局1勝3敗で敗れ、2年連続の年間総合優勝を逃した。ホームでの第1、2戦に相原、高梨の左右両エースを立てながらミスが絡み、2試合とも落としたことが最後まで響いた。
- 2006年11月21日に行われたプロ野球ドラフト会議で角中勝也が千葉ロッテマリーンズからドラフト7位で指名を受け、チームで初めてNPBに進むことになった。なお、高卒1年目に支配下枠でNPBドラフト指名を受けた独立リーグ選手は、その後10年間、事例がなかった[注 4]。

### 2007年（3年目）
- 故障者の発生等もあり[31]、前後期とも3位で初のBクラスに終わる。2年連続のリーグチャンピオンシップ進出はならなかった。個人タイトルの獲得者も発足以来初めて出なかった。また、後期途中の9月にチームの存続を巡る議論が浮上し（後述）、関係者やファンに動揺を招いた。
- 2007年11月19日に行われたドラフト会議で、小山田貴雄が東京ヤクルトスワローズ、宮本裕司と白川大輔が千葉ロッテマリーンズに、それぞれ育成選手枠で指名された。
- 同じく11月19日に来シーズンの監督に定岡智秋、コーチに宮﨑一彰が就任することが発表された[32]。なお、宮﨑については後日、選手を兼任することが明らかにされた[33]。リーグでコーチと選手を兼任するのは初めてだった[33]。

### 2008年（4年目）
- 1月23日、山崎章弘のコーチ就任が決まった[34]。
- リーグ拡張に合わせて他の四国3チームとともにユニホームのデザインが変更された[35]。
- 2008年3月、リーグ初の6球団トーナメント（阿南市長杯）で長崎セインツと徳島インディゴソックスを破って決勝に進出したが、決勝戦が雨天で中止となったため、対戦予定だった愛媛マンダリンパイレーツと両チーム優勝となった[36]。
- 2008年のシーズンは、監督・コーチが全員交代した上、選手もNPB入りや九州のチームへの分配ドラフト等で3分の2が前年と入れ替わるという状況でスタート[37]。開幕直後は負けが先行したが、5月以降先発の西川徹哉・野原慎二郎や抑えの上里田ら投手陣が安定した成績をあげた[38]。前期は優勝した香川に大きく負け越して独走を許したものの、3期ぶりのAクラスとなる2位となった[38]。後期は開幕から（1引き分けの後）4連勝をマークするなど[39]、優位にペナントレースを進めたが、後半急激に追い上げた愛媛・香川に福岡を加えた激しい首位争いに敗れ、2年ぶりの半期優勝はならなかった。順位は前期に続いて2位であった。個人タイトルでは西川が最多勝と最多奪三振、上里田が最優秀防御率と最多セーブを獲得して投手部門のタイトルを独占、山本伸一が2年ぶりの盗塁王となった。シーズン終了後、宮﨑コーチは退団し[40]、後任には佐伯和司の就任が決まった[41]。
- 経営者の変更に伴って地域に密着した営業活動を展開し、リーグからの分配金を除く収入は前年よりも2千万円以上増やした[42]。観客動員は主催40試合で13,513人（1試合平均338人）と、前年（1試合平均562人）の6割であるが、これに関しては前年までリーグの慣行にならって含めていた「選手・スタッフ・ボランティア」を含めるのをやめて実数とした点や無料券の配布を減らした点を考慮する必要があり、入場料収入は増加しているという[43]。

### 2009年（5年目）
- 前年の主力投手である上里田、西川が抜け、ベネズエラ出身で長打力のあるフランシスコ・カラバイヨや元NPBの投手ドミンゴ・グスマンなど積極的な補強策を行った。しかし、ドミンゴら故障者の発生もあって投手の不足に苦しみ[44]、5月から6月にかけて7連敗を喫するなど低迷し[45]、前期はチームワーストの5位となった。前期途中に急遽投手のトライアウトを実施したほどであった[46]。8月になって元阪神タイガースの伊良部秀輝が入団。8月23日のリーグ公式戦での初登板の試合では、今シーズンの主催ゲームで初めて入場者数が1000人を突破した[47]。しかし、伊良部は腱鞘炎の悪化を理由に9月14日付で自ら契約の解除を申し出たため、登板は2試合にとどまった[48]。後期は6月に加入した元阪神タイガースの伊代野貴照が抑えとして定着し、吉川岳ら他の投手の起用法が確立したことに加え、カラバイヨをはじめとする打撃陣がかみ合って香川などとの激しい首位争いを勝ち抜き、9月20日の香川戦に勝って3年ぶりの半期優勝となる後期優勝を達成した。個人タイトルは吉川が最多勝と最多奪三振の二冠、打撃部門でもカラバイヨが本塁打王と打点王の二冠のほか、山本伸一が2年連続の盗塁王を獲得した。
- リーグチャンピオンシップでも前期優勝の長崎を寄せ付けず、3勝0敗で4年ぶりの年間優勝を達成した。前後期制となってからは初めて。
- 初出場のグランドチャンピオンシップはビジターで王手をかけた後、ホームゲームで連敗したが、第5戦に勝利して初優勝した。
- 公式戦の主催40試合の入場者数は16455人（1試合平均411人）と前年より3000人近く増加した。リーグ全体では減少した中、前年より増加した数少ない球団（ほかには長崎のみ）となった。
- シーズン終了後、コーチの山崎章弘は退団した[49]。

### 2010年（6年目）
- 2月20日、山崎コーチの後任として山田勉の就任が発表された[50]。
- 前年の2冠王であるカラバイヨや盗塁王の山本伸一が退団し、攻撃力の低下が懸念された。前期は吉川や野原を中心とした投手力で守り勝つスタイルが功を奏し、5月から6月にかけてリーグ新記録となる12連勝を達成[51]、香川を抜いて首位に立つ。しかし終盤巻き返した香川に逆転を許し、「勝てば優勝」だった香川との最終戦に引き分けて2位に終わった。後期は主力選手に故障者が続出して優勝争いからは脱落したが年間勝率2位を守り、香川が前後期連覇したため2年連続してリーグチャンピオンシップに出場することになった。個人タイトルは安田圭佑が盗塁王となった。また野原慎二郎がリーグの前期MVPに選出された。半期優勝未達成のチームから選出されたのはリーグ史上初めてである[52][注 5]。
- 投手コーチの佐伯和司が「体調不良」を理由に9月30日付で辞任し、チャンピオンシップでは前年在籍した伊代野貴照が臨時コーチを務めることになった[53]。チャンピオンシップは2試合とも1点差で競り負け、2年連続の年間総合優勝はならなかった。
- 入場者数は15,281人（1試合平均402人）と1試合平均で約2%前年より減少した。ただし、他の球団が20%以上の減少率であった中、前期の優勝争いの最中の6月土日のホームゲームを多く流したにもかかわらず、1試合あたりの減少率はリーグ5球団でもっとも少なかった[54]。
- 10月28日のドラフト会議で安田圭佑が福岡ソフトバンクホークスから育成1位で指名された。NPBドラフトでの指名者は3年ぶりとなる。
- シーズン終了後に山田コーチも退任が決まり[55]、コーチは2名とも交代することとなった。12月17日に打撃コーチに元福岡ソフトバンクホークスの辻武史の就任が決まった[56]。

### 2011年（7年目）
- 3月10日、投手コーチに田村政雄の就任が決まった[57]。
- 当シーズンより、日曜のホームゲーム限定で赤が主体の「サンデーユニホーム」を使用した。複数のデザインのユニホームを併用するのは、リーグでは徳島に次ぎ2チーム目。
- 前期は序盤上位にいたが、故障者の発生や投手陣の不調で終盤に8連敗するなど順位を下げ、4位となる[58]。後期も状況は変わらず[59]、前期に続いて4位に終わった。通算で勝率5割を切るのは2007年以来となる。個人タイトルは新人の迫留駿が本塁打王、流大輔が盗塁王を獲得した。
- 10月27日のNPBドラフト会議で、飯田一弥が福岡ソフトバンクホークスから育成枠7位で指名を受けた。
- シーズン終了後、前年に続いて2人のコーチはともに退任した[60]。

### 2012年（8年目）
- 退任したコーチの後任には、2011年12月17日に投手コーチとして吉田豊彦が[61]、2012年1月31日に総合コーチとして宿毛市出身の弘田澄男[62]、2月29日には落合博満の監督退任に伴い、中日ドラゴンズのコーチを退任した高柳秀樹の野手コーチ就任が[63]、それぞれ決まった（弘田は球団アドバイザー兼任）。
- 前期は開幕から2引き分けを挟んで8連敗を喫した[64]。その後も成績が好転せず、発足以来初となる最下位（4位）に終わった。後期も状況は変わらず、球団ワーストとなる13連敗（4引き分けを含む）を記録[65]。4球団で唯一負け越し、リーグ発足以来初めて前後期通算でも最下位となった。5年ぶりに個人タイトルの獲得者がなかった。また、四国アイランドリーグ史上最低のチーム打率を作ることとなった。

### 2013年（9年目）
- 2007年以来6年ぶりに、監督・コーチに異動なくスタートした。前期は前年に続いて開幕から8連敗を喫し、序盤から他チームに引き離される。3連勝のあと再び7連敗（1分けを含む）に見舞われ、5月後半から勝つ機会が増えたものの、前期を通じて浮上せず、3期連続の最下位となった（前年後期に続き、4球団中唯一負け越し）[66]。連敗の続いた時期は、大敗はなかったが接戦で競り負ける試合が多かった[67]。
- 後期も7月と8月にそれぞれ6連敗（7月は引き分け1を含む）を記録し[68][69]、連勝が一度もないまま10勝にも届かずに4期連続の最下位（2年連続）となった。定岡監督は「投打の軸の不在」を低迷した要因に挙げている[70]。井川博文が最多奪三振となり、チームから2年ぶりの個人タイトル獲得者となった。
- シーズン終了後、定岡監督と中日ドラゴンズコーチへの就任が決まった高柳コーチの退任が発表された[71]。
- 11月25日、球団アドバイザー兼総合コーチの弘田澄男が監督に就任すると発表された[72]。

### 2014年（10年目）
- 高柳の後任として、前愛媛コーチの萩原淳の就任が2014年2月14日に発表された[73]。
- 前期は開幕時点でリーグ最多となる9人の外国人選手を支配下に登録した[74]。序盤は低迷し、4月から5月にかけては7連敗を記録した[75]。監督の弘田によると、上位の香川や徳島と比較して投手力が弱く、また外国人投手はクイックモーションが苦手で失点を重ねたという[76]。しかし6月に入ってからは連敗を記録せず、愛媛を抜いて3位となり、5期ぶりに最下位を脱出した。
- 後期は開幕から6連敗を喫し[77]、前期に続き黒星が先行した。香川と3位を争う形となるが、香川との直接対決1試合を残した時点で前期に続く単独3位が確定した[78]。ただし、前後期でそれぞれ最下位となった愛媛と香川が、他の期には優勝を争うほどの成績を残したため、年間通算の勝率では前年に続いて最下位であった。半期最下位がなかったチームが年間通算勝率で最下位となるケースはリーグ初である。個人タイトルは、村上祐基が最多盗塁を獲得した。
- リーグで唯一の初年度からの生え抜き選手となっていた主将の梶田宙が引退を表明、9月13日の対香川戦後に引退セレモニーがおこなわれ、背番号0番は永久欠番となる[79][80]。永久欠番の指定はリーグで初めて。シーズン終了後の10月29日、11月1日付で梶田が球団社長に就任することが発表された[81]。

### 2015年（11年目）
- 1月26日、前年にカープアカデミーから派遣選手として在籍したダニーロ・デヘススが広島東洋カープと育成選手契約を結んだ[82]。
- 元MLBの林哲瑄や野球中華民国代表経験者の蔣智賢など、前年に続いて外国人選手を中心とした補強をおこなった。しかし、外国人投手はコントロールに難があり[83]、うち2名は前期の終了を待たずに退団した[84][85]。軸となる投手や打線のつながりを欠き[83]、4月下旬[86]と5月上旬[87]にそれぞれ4連敗を記録して下位に低迷した。5月の4連敗の後は3連敗以上がなく[87]、独走した香川を除く2チームと僅差になったため、残り2試合の時点で2位になる可能性があったが[88]、連敗して4位に終わり、3期ぶりの最下位となった[89]。
- 前期終了翌日の6月1日、高知市出身で、前テキサス・レンジャーズの藤川球児が入団することを発表した。フリーエージェントとなった藤川には、MLBの他球団や、かつて所属していた阪神を含むNPB球団からも誘いの声があったというが、最終的には「地元高知から野球人生を再スタートさせたい」という思いで入団を決意したという[90][91][92]。6月8日に入団記者会見が開かれ、1試合単位のスポット契約（無報酬）で、登板試合のチケット売上から10%を児童養護施設に寄付することが明らかにされた[93]。入団時点では藤川との契約文書はなく、試合外での行動については球団ではなく藤川の所属するエイベックス・スポーツが管理する異例の形であった[94]。また、急増した問い合わせ等への対応が原因で球団職員が倒れる一幕もあった[94]。藤川が初登板した6月20日の香川・徳島連合チームとのオープン戦には、球団史上最多となる2,685人の観客が詰めかけた[95]。NPBの復帰期限であった7月31日までにNPB球団と契約を結ばなかったため、高知球団は8月4日に後期シーズンについて藤川とリーグ基準に従う形で契約（ポストシーズンを含む最終戦まで）を締結した[96]。ただし、引き続き報酬は受け取らず、チームにも常時の帯同はおこなわないと報じられた[97]。
- 6月29日におこなわれた中華職業棒球大聯盟のドラフト会議で、今シーズンから所属している2人の台湾人選手（林哲瑄・蔣智賢）がいずれも1位（林は義大ライノズ、蔣は中信兄弟）で指名され[98]、蔣については7月31日に中信兄弟への移籍が[99]、また林については8月12日に義大への移籍が[100]、それぞれ発表された。
- 後期は8月に5連敗を1度[101]、4連敗を2度喫し[102][103]、8月の成績で6勝16敗と大きく出遅れる。打撃陣の不調（3試合連続完封負けを記録）や、投手の駒不足が低迷の原因となった[104][105]。9月に5連勝をマークし[106]、香川と3位を争うこととなったが最後の直接対決に敗れ、2期連続の最下位となった[107]。前後期通算ではリーグ4チームで唯一負け越し、チームの打率・防御率・失策はいずれもリーグでもっとも悪い数値であった[108]。個人タイトルも3年ぶりに獲得者がなく[109]、ベストナインにも選出がなかった[110]。いずれの該当者もなかったのはチーム創設以来初めてであった[110][注 6]。

注目を集めた藤川は主に先発として6試合に登板、2勝1敗で防御率0.82の成績を残したが、9月10日に今シーズン限りで高知を退団することを発表し、その後の試合には練習中の負傷により登板しなかった。
- シーズン終了後の10月26日、監督の弘田澄男とコーチの萩原淳の退団が発表された[113]。同時に高知市出身で元阪神タイガースの江本孟紀が総監督に就任することと、現場で指揮を執る監督・コーチは後日決定することが明らかにされた[114]。マスコミ報道では、江本が独立リーグに関心を持っているという話から協力を依頼して総監督への就任が決まったとされ、監督やコーチの人事も江本がおこなうと報じられた[115][注 7]。リーグで「総監督」という役職は長崎の島田誠（2008年後期）に次ぐ事例である。
- 11月6日、アブナー・アブレイユ（元・埼玉西武ライオンズ）が、読売ジャイアンツと育成契約を結んだことが発表された[116]。
- 12月7日、駒田徳広（元横浜ベイスターズコーチ）の監督就任が決定[117]。12月22日には、前読売ジャイアンツコーチで、香川でのコーチ歴もある勝呂壽統の野手コーチ就任が発表された[118]。

### 2016年（12年目）
- 開幕前の3月26日 - 27日に実施された「越知町長杯スプリングトーナメント」で、初戦の香川、決勝戦の愛媛に勝利し、優勝[119]。プレシーズンマッチの優勝は2008年以来となる。
- 前期のリーグ戦は、22試合を消化した5月22日の時点では勝率5割で3位であったが[120]、そこから8連敗を喫し[121][122]、3期連続となる最下位となった[122]。監督の駒田は前期終了後に、雨天による代替試合が多く入って連戦が増えたとき投手陣の層が薄くローテーションが崩れたこと、チャンスの決定力に欠けていること（打率・得点ともに前期はリーグ最低）、総じてメンタルに弱かったことを反省点として挙げている[123]。
- 本年の北米遠征選抜チームに参加したザック・コルビーが、遠征で対戦したトロワリヴィエール・エーグルスに、7月3日から20日までレンタル移籍した[124]。
- 7月24日、「西アフリカベースボールプロジェクト2016」の一環として西アフリカ選抜との親善試合を開催、16対0で高知が勝利した[125][126]。
- 後期も8月中旬から下旬にかけて引き分けを挟んで6連敗するなど[127][128]、他チームから引き離された。しかし、これ以降は連敗がなくなり、混戦となったリーグの「台風の目」とも称された[129]。特に終盤は最終戦まで5連勝を記録し、香川と同勝率ながら直接対戦成績の優劣で3位に終わったものの、4期ぶりに最下位を免れ、また半期としては2010年前期以来となる勝率5割以上で終了した[130]。成績好転の背景として、後期から加入した深江真登（元・オリックス・バファローズ）の影響や、若手選手の成長が指摘された[131]。ただし、前後期を通じた勝率は5年連続で最下位となった。個人タイトルは松本英明が最多勝利、平良成が最多セーブをそれぞれ獲得し、2年ぶりの表彰者となった[132]。
- 10月18日、駒田の監督続投[133]、10月27日、オリックス・バファローズのコーチへの就任が決まった野手コーチの勝呂の退任[134]が発表された。
- 10月から11月にかけて、リーグ初となる単独球団での海外トライアウトを大韓民国とアメリカ合衆国で実施した[135]。

### 2017年（13年目）
- 1月9日、MLBの元選手であるマニー・ラミレスと入団契約について合意したと発表した[136]。この件については前年12月に、一部スポーツ紙で「高知入団に興味を示している」と報じられ[137][138]、その時点で高知球団側は、ラミレス側と直接の接触を取っている状態ではなく、具体的な話には至っていないとしていた[139]。北五味オーナーによると、前年秋にアメリカで実施したトライアウトを契機に接触があり、その後の交渉では所属選手のザック・コルビーの援助があったという[140]。
- 2017年シーズンより、リーグの他球団とともに、アンダーアーマー社による新デザインユニフォームに変更となった[141]。
- 3月27日、野手コーチに元オリックス・ブルーウェーブの山越吉洋の就任が発表された[142]。
- 前期は快調な滑り出しを見せ、4月終了時点では2ゲーム差の首位に立っていた[143]。しかし、5月に8連敗（2引き分けを含む）を喫して[144]徳島に首位を譲る。8年ぶりの半期優勝は逃したが2位となった[145]。Aクラスは7年ぶりである[146]。球団社長の梶田宙は、連敗の理由について深江真登と山下和則の離脱による守備面での影響や投手陣の疲労を挙げている[146]。注目を集めたマニー・ラミレスは18試合に出場、打率.460、本塁打3、打点20の成績だった[145]。マニー・ラミレスとの契約は7月末までだったが、球団側は残留に向けて交渉中と報じられた[145]。観客動員は3割増、グッズの売上など経営面での寄与もあったと球団社長の梶田は述べている[146]。7月7日、後期も高知でプレーすることが発表された[147]。契約は9月末までで、チームがリーグ優勝してグランドチャンピオンシップに出場する場合は別途契約交渉をおこなうとされた[147]。
- リーグ戦休止期間中の7月13日から23日まで台湾に遠征し、現地の代表育成チームなどの短期リーグ戦に参加した[148]。
- 後期は7試合消化時点で5勝1分1敗の首位と前期に続いて好調なスタートを切ったが[149]、その後5連敗を喫して後退[150]。この間、8月17日にマニー・ラミレスが「右膝の治療」を理由にチームを離脱して帰国した（練習生に変更）[151][152]。ペナントレースは接戦となり、9試合を残した9月6日の時点では勝率5割の3位ながらも首位とは1.5ゲーム差だった[153]。9月12日にはソフトバンク3軍との交流戦成績で争うソフトバンク杯の優勝が決まったものの[154]、この間に4連敗（1引き分け含む）で4位に転落[155]。徳島と3位を争う形となり、最終戦の直接対決に勝利して3位を確保した[156]。前後期通算の勝率では徳島に次いで2位で、5割を超えるのは2010年以来7年ぶりだった[157]。個人タイトルは投手部門で岡部峻太が最多勝、前期のみ在籍（台湾の富邦ガーディアンズに移籍）した羅國華が最多セーブ、打撃部門でザック・コルビーが最多打点をそれぞれ獲得した[156]。優勝を逃した点に関して、シーズン終了後に監督の駒田は、「どの方向に、どんなタイミングで打てばタイムリーになりやすいか、冷静に考えていない。（中略）チャンスになるとパニックになる選手が多かった」と述べ、打撃陣の決定力不足を指摘した[158]。
- シーズン終了後の10月25日、駒田監督の留任が決定した[159]。
- オフに、ソフトバンクを退団した松坂大輔の獲得をめざしていたことがのちに明らかにされている[160]。

### 2018年（14年目）
- 3年ぶりに監督・コーチの交代なく開幕を迎える。開幕時点でマニー・ラミレスは登録選手に含まれていない[161]。
- 4月に高知県で開催された第47回JABA四国大会に参加、1勝2敗の成績で予選リーグ敗退となったが[162]、アイランドリーグのチームが試合で勝利を挙げたのは2016年の徳島以来2年ぶり二度目である。
- 前期は5月に7連勝を挙げ、この間に首位香川に0.5ゲーム差まで接近した[163][164]。しかし、香川との直接対決で連勝を止められ[164]、最終的に5.5ゲーム差の2位であった[165]。
- 後期は開幕から引き分けを挟んで6連敗を記録して出遅れる[166]。そのあと2度の4連勝（いずれも引き分けを含む）を記録して9月7日時点では2位だった[167]。しかし、終盤に6連敗して愛媛・徳島から引き離される。香川を上回って3位は確保した[168]。個人タイトルは安藤優作が最多打点を獲得した[169]。
- 11月1日に駒田徳広が監督に留任することが発表された[170]。一方、野手コーチの山越吉洋の退任と、後任として元阪神タイガースの本田明浩の就任が12月25日に発表された[171][172]。

### 2019年（15年目）
- 3月1日付で、運営会社が株式会社高知犬に変更され、球団社長には山本裕司が就任した[173]。前の球団運営会社の社長を務めていた梶田宙が、新会社で取締役に就任することもあわせて発表された[173]。
- 前期は序盤より上位に立ち、徳島との優勝争いとなる[174]。5月26日に徳島との直接対決に敗れて優勝マジック点灯を許したが[175]、そのあと徳島との2連戦を含めて4連勝し[176]、全日程を終了した徳島に対して、残る香川との2連戦に1勝1分以上で逆転優勝となる局面に持ち込んだ[177]。しかし、6月4日の香川とのダブルヘッダー1試合目に敗れ、10年ぶりの半期優勝を逃した[178]。後期開幕を前にした7月12日に、監督の駒田が今シーズン限りでの退任を発表した[179]。コメントの中で、駒田は優勝を達成できなかったこととNPBから選手のドラフト指名がなかったことをその理由として挙げ、シーズン途中で発表した理由については次期監督の選任を考慮したとしている[179]。
- 後期は4位に終わる（駒田が監督に就任した2016年前期以来）。駒田は「最後まで流れに乗ることができませんでした」と愛媛の後期優勝決定の際にコメントした[180]。個人タイトルは、高井洸佑（登録名：洸佑）が首位打者、ラモン・ガルシアが最多勝利、 石井大智が最多奪三振を獲得した[181]。
- 公式戦終了後の10月1日、来シーズンの監督に投手コーチの吉田豊彦が昇格することを発表した[182]。
- 11月5日に2008年から2013年まで監督だった定岡智秋がヘッドコーチに就任することを発表した[183]。

### 2020年（16年目）
- 1月14日、コーチの本田明浩の昨シーズン限りでの退団[184]、ならびに野手コーチとして勝呂壽統の4年ぶりの復帰を発表した[185]。
- シーズン開幕後の7月13日に選手1名から新型コロナウイルス感染症の陽性反応が検出され、7月中の全試合の中止が決定される[186]。残りの選手・スタッフについては全員PCR検査の結果が陰性であったと7月15日に発表された[187]。
- 公式戦は、前記のコロナによる公式戦中断直前には6勝4敗（2分）と勝ち越していた。中断からの再開後は1勝を挙げたが[188]、直後に9連敗を喫して大きく後退する[189]。その後9月中旬に5連勝を挙げて2位まで順位を上げ[190]、10月に一時は首位の徳島にゲーム差なしまで迫り[191]、徳島との直接対決4試合を残した時点では0.5ゲーム差で逆転優勝の可能性を残していた[192]。しかし、続く徳島戦2試合に連敗して11年ぶりの優勝はならなかった[193][194]。個人タイトルはサンフォ・ラシィナが最多打点、平間凜太郎が最多セーブを獲得した[195]。
- 10月26日のNPBドラフト会議で石井大智が阪神タイガースから8順目で指名を受ける[196]。チームからのNPBドラフト指名は、育成選手も含め、2011年の飯田以来9年ぶりとなる。
- 12月15日に監督・コーチ全員の留任が発表された[197]。

### 2021年（17年目）
- 開幕前にユニフォームと球団ロゴのデザインが変更された[198]。
- ホーム開幕戦となる予定だった4月9日の対愛媛戦（高知球場）が、愛媛が使用している施設の関係者が新型コロナウイルス感染者と濃厚接触した疑いにより、中止となる[199]。その後当該関係者がPCR検査で陰性と確認されたため、翌日の試合については予定通り実施されることとなり、中止した試合についても代替試合が設定される[200]。5月1日には、徳島の選手1名が新型コロナウイルス感染のPCR検査で陽性反応が出たため、当日予定されていた対徳島戦が中止となり[201]、関係者にPCR検査を実施する関係で翌日の同一カードも中止となった[202]。
- 前期は開幕から3連勝でスタートし[203]、首位であったが5月上旬に香川に敗れて2位に落ちる[204]。その後は香川と首位を争うも[205][206]、勝負どころとなった終盤の直接対決で勝つことができず[207]、3ゲーム差の2位に終わった[208]。
- 野球漫画『MAJOR 2nd』に登場する茂野吾郎が「高知県の独立リーグ球団に所属」という設定から、同作とのコラボが実施される[209]。茂野吾郎が高知のユニフォームをまとったイラストが描かれ、また高知に所属することが「公認された」としている[209]。
- 後期は、7月から8月にかけて6連勝（2分含む）、さらに8月から9月にかけて8連勝を記録し[210]、首位を独走した。チーム打率は前期よりも上昇した[211]。9月11日に12年ぶりの後期優勝を達成した[212]。個人タイトルは、打撃部門で長谷部大器がリーグ新記録となる.386で首位打者、投手部門で藤井皓哉が最優秀防御率と最多奪三振（リーグ新記録の180）の2冠、平間凜太郎が前年に続いて最多セーブ、山崎勝也が最多勝（香川の近藤壱来と同数）をそれぞれ獲得した[213]。
- 11年ぶりの出場となったリーグチャンピオンシップは、投手戦となった初戦をサヨナラ負けで落とし[214]、第2戦は香川の打線を抑えられずに連敗し、12年ぶりの年間総合優勝はならなかった[215]。
- 10月11日のNPBドラフト会議の育成ドラフトで、宮森智志が東北楽天ゴールデンイーグルスから1巡目で指名を受け[216]、チームは育成を含め2年連続でのNPBドラフト指名となった。
- 12月14日、藤井皓哉が福岡ソフトバンクホークスに育成選手として入団することが発表された[217]。

### 2022年（18年目）
- 4月に高知県で開催された第50回JABA四国大会に出場、前回と同じく予選リーグ1勝2敗（予選敗退）だった[218]。
- 前期は、4月を終わった時点で2位に3ゲーム差を付ける首位に立つ[219]。5月15日には優勝マジックナンバーが点灯[220]、6月6日に2期連続となる半期優勝（前期優勝としては2006年以来16年ぶり）を達成した[221]。投手陣は防御率リーグトップ（唯一の2点台）でリーグ最少失点だった[222][223]。
- 前期終了後の6月12日、投手の平間凜太郎がリーガ・メヒカーナ・デ・ベイスボルのメキシコシティ・レッドデビルズに移籍することが発表された[224]。平間はメキシコシティからオアハカ・ウォーリアーズに移籍した。
- 後期は初戦に勝利した[225]後、球団ワーストに並ぶ13連敗（1分含む）を喫し[226]、大きく出遅れる。この間、8月8日に平間凛太郎が復帰した[227]。8月20日からは一転して7連勝（1分含む）を記録したが[228]、最終的に4位（最下位）となり[229]、球団史上初の前後期制覇はならなかった。個人タイトルは、平間凛太郎が最多勝利と最優秀防御率、秋田有輝が最多セーブを獲得した[230]。
- 2年連続の出場となったリーグチャンピオンシップは、初戦から2試合を連勝して13年ぶり3度目のリーグ年間優勝を達成した[231]。
- 13年ぶりの出場となったグランドチャンピオンシップ（今回よりトーナメント制）は、初戦の信濃グランセローズ（BCリーグ）戦に敗れ、13年ぶりの優勝はならなかったが、3位決定戦で士別サムライブレイズ（北海道フロンティアリーグ）を下し、3位となった[232]。
- シーズン終了後の11月24日、監督の吉田およびコーチの定岡・勝呂の留任が発表された[233]。

### 2023年（19年目）
- 1月24日、元北海道日本ハムファイターズ選手で、栃木ゴールデンブレーブス前コーチの黒羽根利規が、2月のキャンプで約1週間指導をおこなう臨時コーチに就任したことを発表[234]。
- 前期は開幕から3連敗と出遅れ[235]、香川と勝率3割台で3位を争う形になったが[236]、最終的に3位を確保した[237]。
- 後期は徳島と首位を争うも、9月5日の直接対決ダブルヘッダーに連敗して徳島に優勝マジックが点灯[238]、9月15日の徳島戦に敗れて目前で相手の胴上げを見ることになった[239]。この段階では年間勝率2位でのリーグチャンピオンシップ出場の可能性が残っていたが、9月16日の愛媛戦に敗れて愛媛の年間2位が確定し[240]、3年連続での出場を逃した。個人タイトルは、打撃部門で坂口大輔が首位打者、投手部門で釜谷竜哉が最多勝利、秋田有輝が最多セーブをそれぞれ獲得した[241]。
- シーズン終了後の10月30日、監督の吉田とコーチの勝呂が今シーズンの契約満了をもって退任すると発表した[242]。
- 12月26日、来シーズンの監督として現・ヘッドコーチで元監督の定岡智秋、投手コーチに元選手の相原雅也、野手コーチ兼任選手として前栃木ゴールデンブレーブスの佐々木斗夢の就任を発表した[243]。定岡の監督復帰は11年ぶりとなる。

### 2024年（20年目）
- 前期開幕後の4月8日に、元トロント・ブルージェイズで阪神タイガースにも在籍歴のあるラファエル・ドリスの入団を発表した[244]。
- 前期は4月終了時点で3勝7敗3分と出遅れ、その後5月は8勝5敗1分と盛り返したものの[245]、最終的に3位に終わった[246]。
- 後期は、徳島が前期に続いて独走したため、リーグチャンピオンシップ出場のかかる年間勝率2位を愛媛と争う形になったが、9月15日に愛媛の年間勝率2位が確定して[247]、2年ぶりの出場を逃した。ドリスはシーズン終了に先立つ9月1日の試合を最後に帰国した[248]。個人タイトルは、投手部門で加藤翔汰が最多奪三振、野手部門で古賀颯翔が最多盗塁を、それぞれ獲得した[249]。
- 10月24日のNPBドラフト会議で若松尚輝が横浜DeNAベイスターズから4巡目で、また育成ドラフトで嶋村麟士朗が阪神タイガースから2巡目でそれぞれ指名を受け[250]、チームとして3年ぶりの指名となった。
- 12月6日に監督の定岡と選手兼任野手コーチの佐々木の留任と、元千葉ロッテマリーンズコーチの井上祐二の投手コーチ就任を発表した[251]。

### 2025年（21年目）
- 前期は17勝15敗3分の成績で優勝した徳島とは4ゲーム差[252]。愛媛と全く同勝率だったが、直接対決の優劣により2位となった[253]。
- 後期シーズン中の7月22日に、ラファエル･ドリスがかつて所属していた阪神タイガースに移籍することが発表された[254]。

## 経営環境

### 2007年の存続問題
2006年3月よりアイランドリーグの各チームは、それまでのIBLJの直接保有から独立した会社組織へと体制変更した。その中で、高知だけは2007年シーズンまで新たな出資者が現れず、IBLJの全額出資のままであった。チームの経営安定化のために出資者の確保が求められ、2007年6月に千葉ロッテマリーンズのボビー・バレンタイン監督が「アイランドリーグのチームの買収を検討中」とコメントしたと報じられた（その後ロッテ球団側が否定）際にも、マスコミに候補として名があがった。
2007年9月、IBLJの鍵山誠社長は、経営者を一般公募することを発表した。その理由としては、年間7千万円になるチームの赤字をリーグで負担することが困難になってきていることが挙げられている。仮に引き受け手が現れなかった場合、最悪のケースではチームの休止もあり得る状況となっていたが、2007年10月22日、大阪府の不動産会社タップ（現・アクト不動産）の北古味鈴太郎社長（高知県出身）がオーナーとなり、大阪府の整水器メーカー日本トリム（創業者が高知県出身）がメインスポンサーとなることが発表された。また球団代表兼ゼネラルマネジャーに藤川球児（当時阪神）の兄である藤川順一が就任することも合わせて決定した。
チーム休止の危機はひとまず回避されたが、北古味新オーナーはチームの運営を「当面2年」と表明し、この間に運営状況が好転しなければ存続問題が再燃する懸念が残された形となった。

### 2018年まで
新体制となった2008年は「歴史」の箇所に記したように、観客動員数自体は減少したが収入は増加となった。
経営上での懸案事項である球場の照明設備については、2009年3月に尾﨑正直知事が高知市などと本格的な検討に入ることを表明し、これを受けて同年4月に高知市は検討委員会を発足させた。検討委員会は同年11月20日に高知県立春野運動公園野球場を照明設置の第一候補と決定した。予算が付き次第2010年度に着工すると報じられた。その後、2010年8月の県と市の連携会議で、高知市野球場にナイター設備を2012年春に設置することで合意し、すでに記したように予定通り2012年のシーズンよりナイター開催が可能となった。
また、2009年4月には越知町と佐川町が連携して球団への支援（選手に対する住居の提供や試合の開催）を行う構想を明らかにした。シーズン終了後の12月に、球団と両町の間で協定が結ばれ、越知町は練習場、佐川町は住居をそれぞれ無償で提供することが決まった。両町は、隣接する仁淀川町も支援に加わるよう呼びかけるという。
2009年10月30日のリーグ首脳の記者会見によると、2009年度は8300万円の売上高に対して収支は1600万円の赤字となる見込みで、赤字額はリーグ6球団では最も少ない。11月5日に日本トリムのスポンサー契約が1年延長されることが球団から発表され、存続が正式に決まった。2010年の参加について、北古味オーナーは「各方面から存続を期待する声が多く、社会的な責任もあると考えた」と述べる一方、武政重和球団社長は「運営に必要な収入はまだ十分固め切れていない」とも話した。
今後の球団運営活性化のために、尾崎知事は行政や経済界・市民などによる「県民会議」を設立する方針を明らかにし、11月21日に準備会の会合が開かれた。2010年1月30日、「高知ファイティングドッグス（FD）を応援する県民会議」の設立総会が開かれた。70の団体、企業や個人が参加し、会員は経営安定化に協力するとしている。一方、独立運営化以来球団代表兼ゼネラルマネージャーを務めた藤川順一が辞任したことが、1月31日に発表された。
2010年度は上記のように観客動員は前年比で微減であったが、リーグの鍵山CEOは赤字ながら過去最高収益となる見込みであること、有料入場者数は9割を越え、前年より増加していることを述べている。武政球団社長は「来季は経営黒字化のめどが立った」と新聞で語った。2011年2月24日のリーグ首脳による記者会見では、2010年度の収支は5百万円の赤字という予測が公表された。同記者会見では2011年度の収支目標はプラスマイナス0としている。また、越知町・佐川町の支援は越知町は2010年に練習場などに4000万円を投資、新たな支援策も検討している。
2011年11月4日に開かれた県民会議の総会で、2011年度の収支は創設以来初の黒字となる見通しであることが報告された。その後2012年2月29日に開催された記者会見で黒字額は61万2000円となったことが発表された。2012年度については70万円の赤字であった。
2011年のシーズンは、同じリーグの徳島から運営業務（会場設営やイベント企画、グッズ販売など）を受託した。これは高知の運営ノウハウを伝えるとともに、2012年度より開始のナイター運営を学ぶ目的から実施された。
「概要」節に記したように高知市以外の県内の球場でも試合を開催するが、2013年現在はこれらの試合では興行権を地元の自治体や企業が購入し、観客は入場を無料とするケースが多いとされている。
2015年2月25日に発表された2014年度の収支見込みは、3年ぶりに約60万円の黒字となることが発表された。
2015年12月に、当年度の収支見込みは1100万円の黒字となることが明らかにされた。藤川球児の加入に伴うグッズ販売の増加や前期終了後に台湾プロ野球に入団した2人の移籍金などの収入に加え、登録選手・外国人選手の抑制による支出削減の結果と報じられている。1試合平均の動員数も前年より96人増加した。2016年3月31日にリーグより発表された2015年度の決算では、経常利益は1000万円の黒字であった。2017年2月20日に発表された2016年度の決算では経常利益は70万円の黒字となり、3年連続で黒字決算を達成した。
2017年のシーズンは、マニー・ラミレスの加入効果で観客動員が1試合平均739人と過去最高を記録し、チケットやグッズの増収効果により4年連続で黒字を達成する見込みであることが、11月28日に発表された。ラミレスが離脱した2018年は、1試合平均の入場者は前年より292人減少した（447人）が、経営努力によって黒字を確保する見込みと2018年11月27日に発表した。2019年3月の発表では70万円の黒字だった。

### 2019年以降
2019年2月7日、高知新聞は黒潮町の水産会社「明神水産」が主要株主となる新球団運営会社の設立と、梶田宙が球団社長を退任して元四国銀行行員の山本裕司が後任となることを、いずれも取材による見込みとして報じた。3月1日、既報の通り、山本が社長を務める新会社「高知犬」に運営が移管された。球団職員は全員が新会社に移る形となる。この運営企業の変更は、従来の球団運営会社の累積赤字が解消できなかったことから、そちらを清算させて新会社に運営を移行させることを目的に実施された。
2020年4月10日にリーグから発表された2019年シーズンの経営報告では、収入が前年（1億0590百万円）から2000万円以上の減少となる7795万円にとどまり、収支は2000万円近い赤字となって、黒字決算が途切れた。新運営会社となってからは「収支に関してよりシビアになった」とされ、海外事業や行政からの委託事業などは縮小された。
社長を務めていた山本は2020年2月に退任し、「高知犬」の親会社である明神水産の代表取締役が一時的に社長を務めた後、2020年6月に武政重和が6年ぶりに球団社長に復帰した。武政は高知ユナイテッドSCの球団社長を務めており、兼任となる。
2022年3月31日にリーグから発表された2021年度の経営状況報告では969万円の経常赤字を計上し、3年連続の赤字決算となっている。リーグ本体および所属球団の中では唯一の赤字でもある。
2023年4月10日にリーグから発表された2022年度の経営状況報告では、前年同様リーグおよび所属球団中唯一赤字ではあったが、赤字額は前年の約半分となった。
2024年4月12日にリーグから発表された2023年度の経営状況報告では、前年に引き続いて赤字決算で、赤字額は微増だった（香川も赤字となったため、リーグ唯一ではなかった）。また、報告書の中では、2023年に主要株主が明神水産から複数の企業・団体に変更となったことが明らかにされている。
2025年4月18日にリーグから発表された2024年度の経営状況報告では、261万円の黒字を計上し、6年ぶりの黒字決算となった。報告書によると、球団OBの石井大智がスポンサーに名を連ねている。

## マスコット
マスコットキャラクターはチーム名と同じく土佐犬をイメージしたもので、名前は「ドッキー」。ユニフォームの帽子に顔の部分がデザインされている。四国アイランドリーグ時代はリーグ4チームの中でユニフォームにマスコットをあしらっている唯一のチームであった（2008年からは福岡レッドワーブラーズがマスコットとロゴを組み合わせたマークを使用）。ホームゲームでは着ぐるみも登場する。専用のTwitterアカウントも持つ（2015年7月開設）。
2021年のシーズン開幕前に、球団ロゴの変更に合わせて、エンブレムなどに使用されるデザインが従来の「力強いイメージ」からかわいらしさを伴ったものに変更された。
2025年に着ぐるみがリニューアルされた。

## 応援スタイル
- 公式応援歌に爆風スランプの「Runner」がサンプラザ中野くん、ファンキー末吉によってリアレンジされた「よさこいランナー」がある。また、別にスーパーバンドの「赤い橋」も応援歌である。
- 公式チアリーダー「Papillons」（パピヨンズ）とJr.チア「CuRu CuRu」（クルクル）・「CuRu CuRu mini」（クルクルミニ）が存在する。パピヨンズは2008年の結成である[296]。これらのメンバーから2010年にローカルアイドルグループの「はちきんガールズ」が結成された。

## その他
2021年シーズン途中より、「ボールドッグ」1頭がデビューし、2022年時点には2頭（いずれも殺処分となる可能性のあった犬が引き取られた）、2025年時点では3頭となっている。

## スタッフ・選手
選手・指導者については高知ファイティングドッグスの選手一覧を参照。

### スタッフ
- 総監督
  - 江本孟紀
- トレーナー
  - 北村彪
- 発足時に須藤豊がアドバイザリースタッフに就任したが[299]、その後退任し、現在同ポストは空席となっている。
- サガン鳥栖コンディショニングコーチを務める野田直司が、以前トレーナーとして在籍していた。
- 藤生恭子が以前球団職員として在籍し、アナウンスも務めていた[300]。オリックス二軍との交流戦をきっかけにオリックス二軍に職員として移った[300]。
- 2020年当時にアナウンスを務めていた女性は、のちに高知から阪神に進んだ石井大智と結婚している[301]。

## 関連書籍
- 喜瀬雅則『牛を飼う球団』小学館、2016年 - 著者は産経新聞記者[302]